# Ангурия
Ангу́рия, или Арбузный огурец (лат. Cucúmis angúria) — растение семейства Тыквенные (Cucurbitaceae), вид рода Огурец (Cucumis).

## Название
Растение известно среди русских садоводов как анти́льский огуре́ц, другое тривиальное название — «рогатый огурец». 
На латыни одно из названий арбуза — Anguria citrullus, соответственно латинское название этого растения — Cucumis anguria — дословно можно перевести как «огурец арбузный», а не «антильский огурец». И действительно, по форме листьев и внешнему виду недозрелых плодов оно схоже с арбузом.

## Распространение
Растёт во многих тропических и субтропических районах Центральной и Южной Америки, в Индии, на Дальнем Востоке. Птицы и мелкие животные, питаясь плодами арбузного огурца, разносят его семена. Растение было окультурено индейцами. Но со временем некоторые традиционные индейские сельскохозяйственные культуры были в Новом Свете вытеснены культурами Старого Света, в частности ангурия — огурцом обыкновенным (Cucumis sativus).

## Ботаническое описание
Однолетнее лианообразное растение, с длинными (3–4 м) ползучими опушёнными стеблями с многочисленными усиками, фигурно-резными листьями, жёлтыми цветами.
Плоды цилиндрические, мелкие, длиной 8 см, диаметром 4 см, массой 30–50 г. Могут быть покрыты мягкими мясистыми шипами, но встречаются и гладкие с лёгким опушением. По вкусу напоминают обычный огурец.
К моменту наступления семенной спелости плоды ангурии приобретают жёлто-оранжевый или красный цвет, биологическая спелость наступает примерно через 70 дней после появления всходов. Молодые плоды ангурии едят сырыми или маринованными, солёными. В более позднем возрасте плоды ангурии, как правило, несъедобны, а те, что остаются пригодными для употребления в пищу, приобретают сладковатый вкус.
Ангурию культивируют и как овощную, и как декоративную культуру.

## Выращивание
Выращивать антильский огурец можно из семян, предварительно замоченных в воде комнатной температуры, но лучше горшечной рассадой. Чаще всего ангурию используют как декоративное растение, делая красивые шпалеры на хорошо освещаемых стенках, а также на балконах и в светлых помещениях. Декоративность обеспечивают обильное цветение и свисающие на длинных плодоножках плоды. Уход примерно такой же, как и за обычными огурцами.

## Галерея

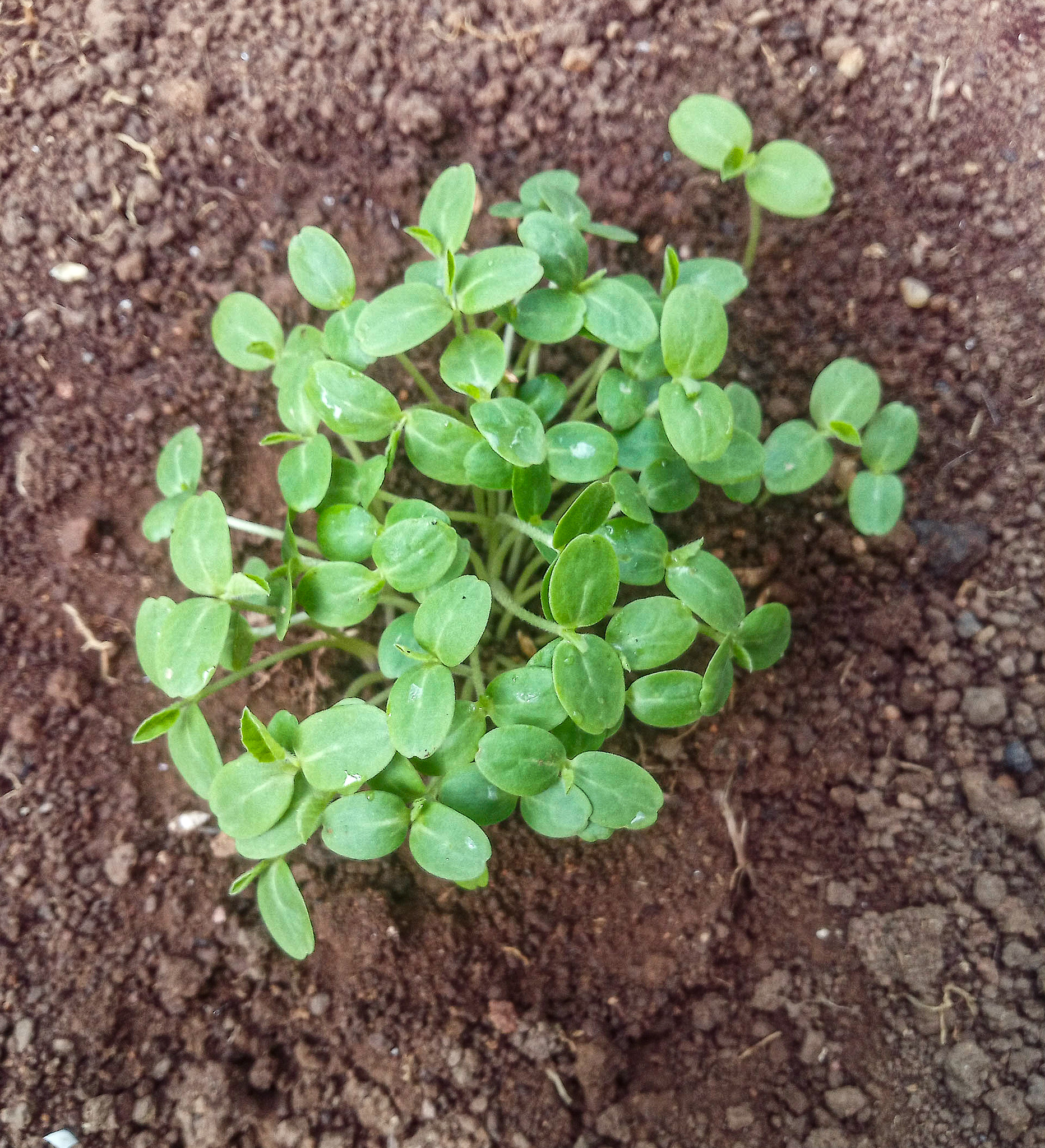
Саженец
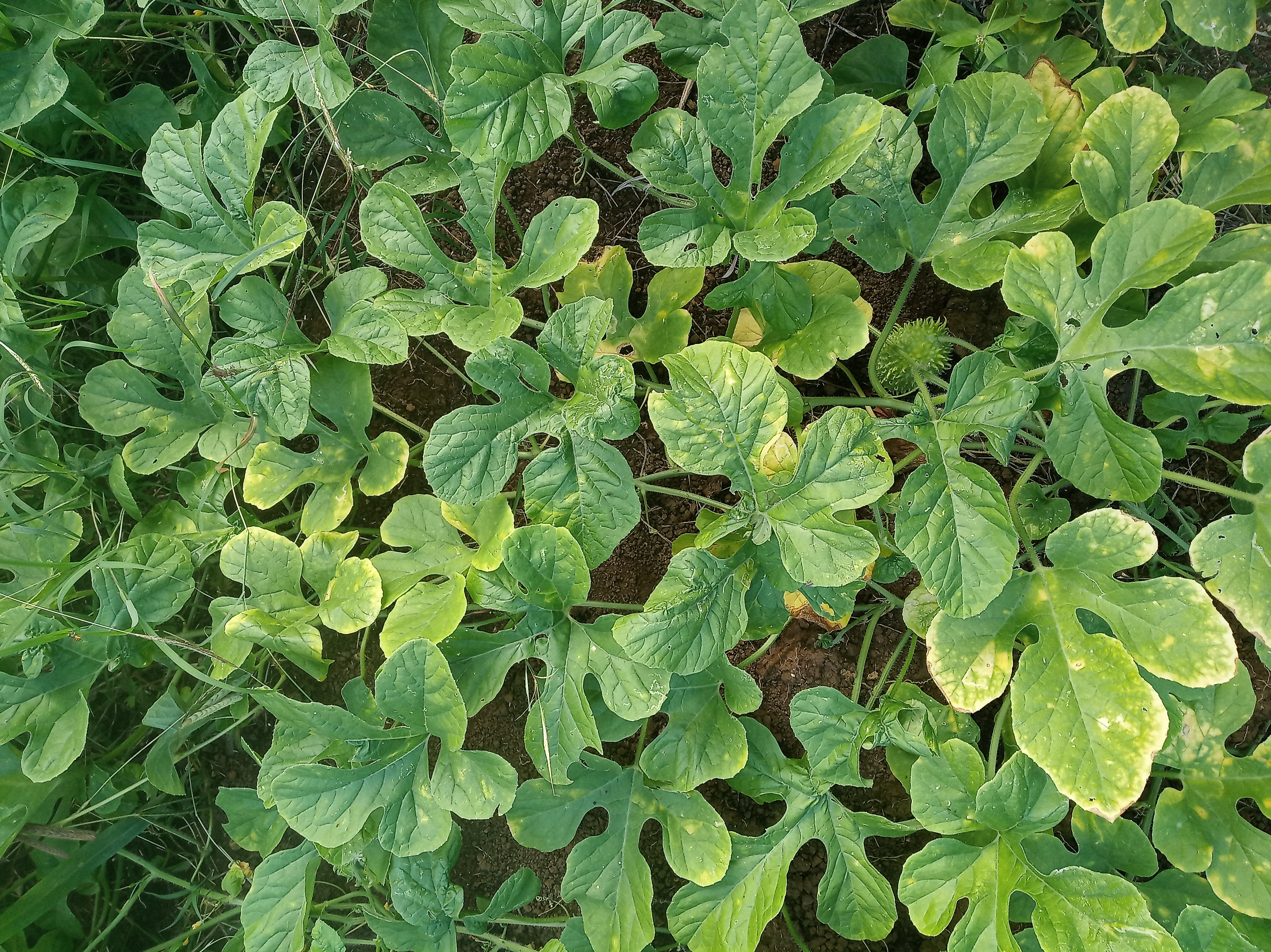
Растение
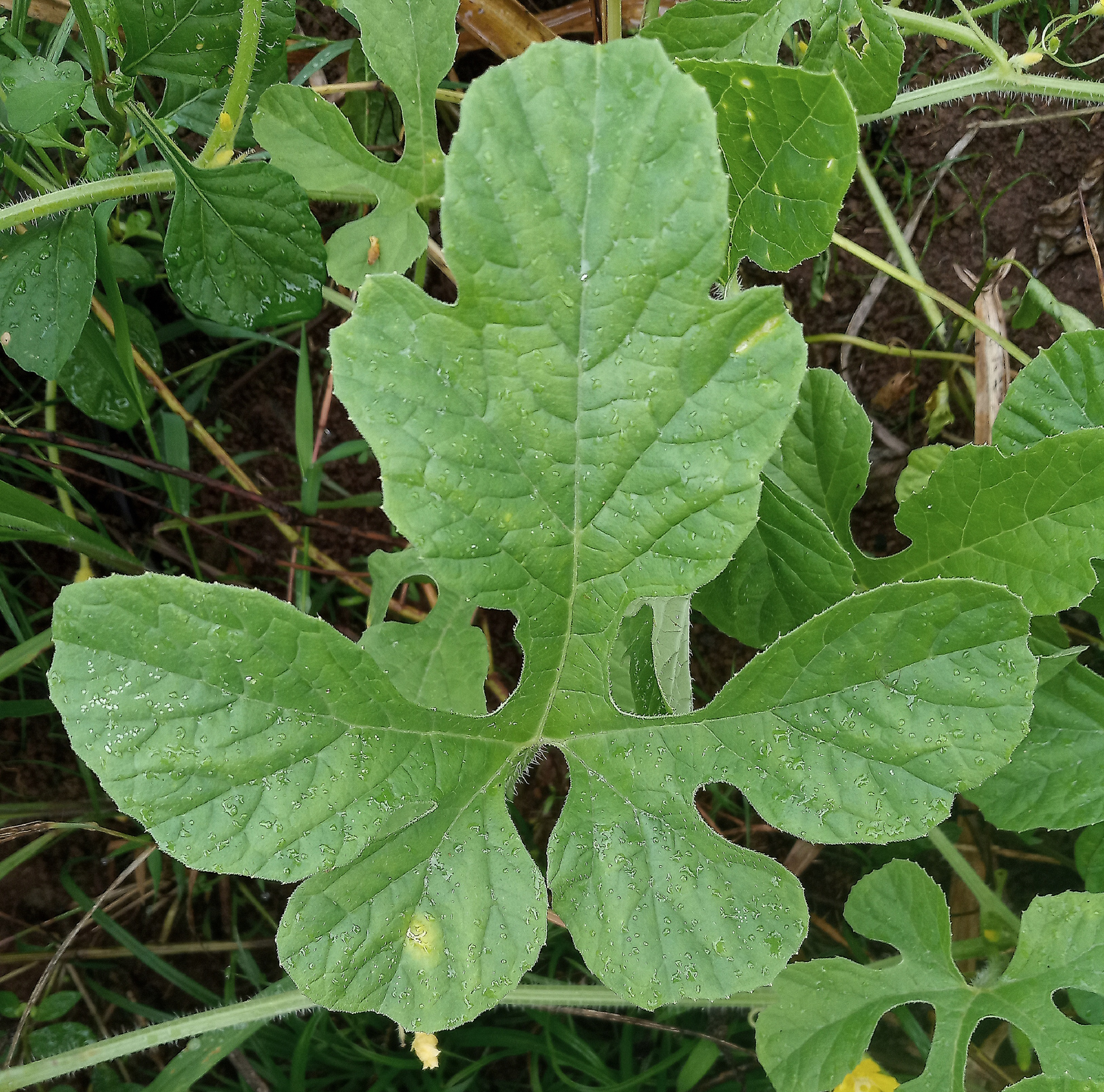
Лист
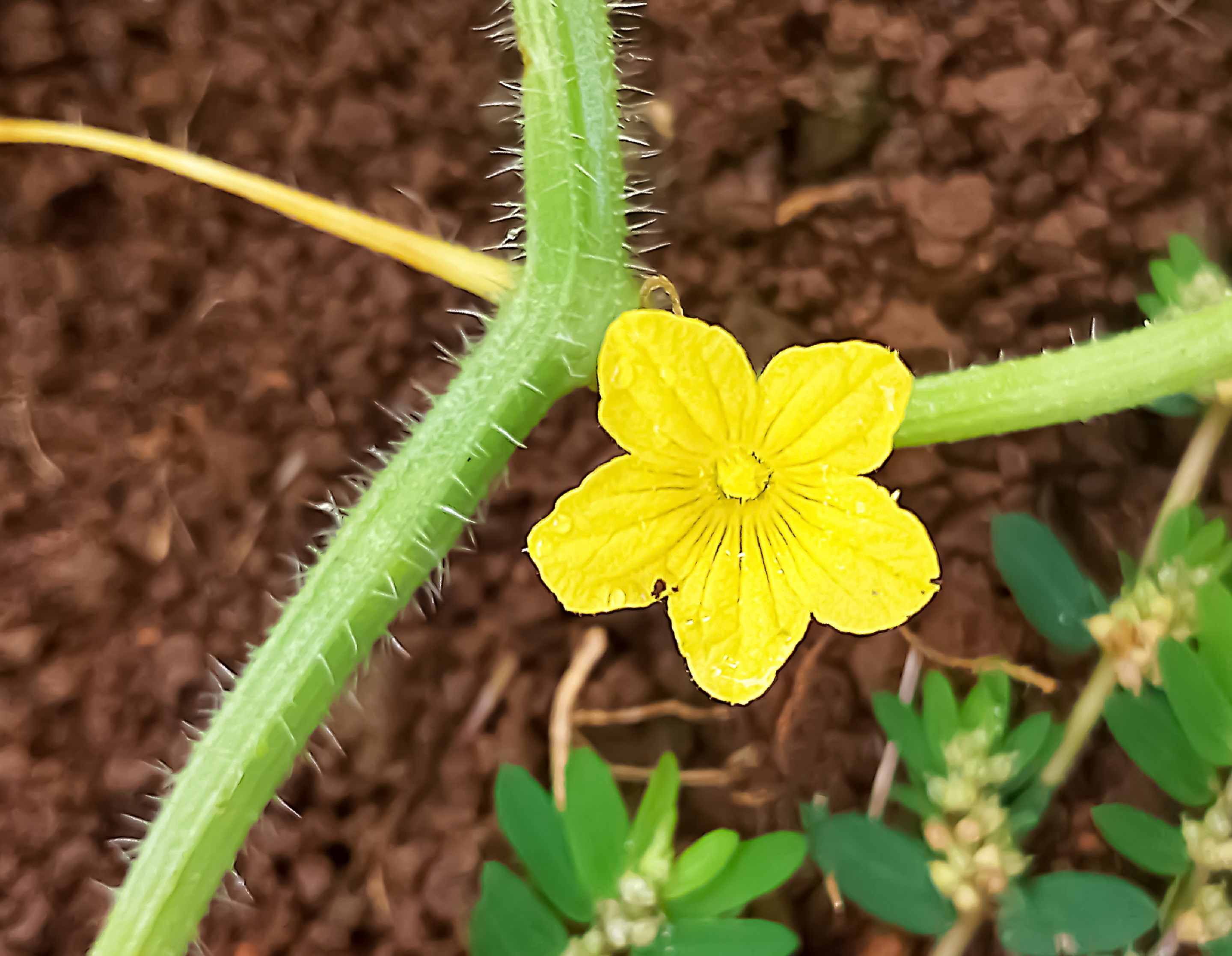
Цветок
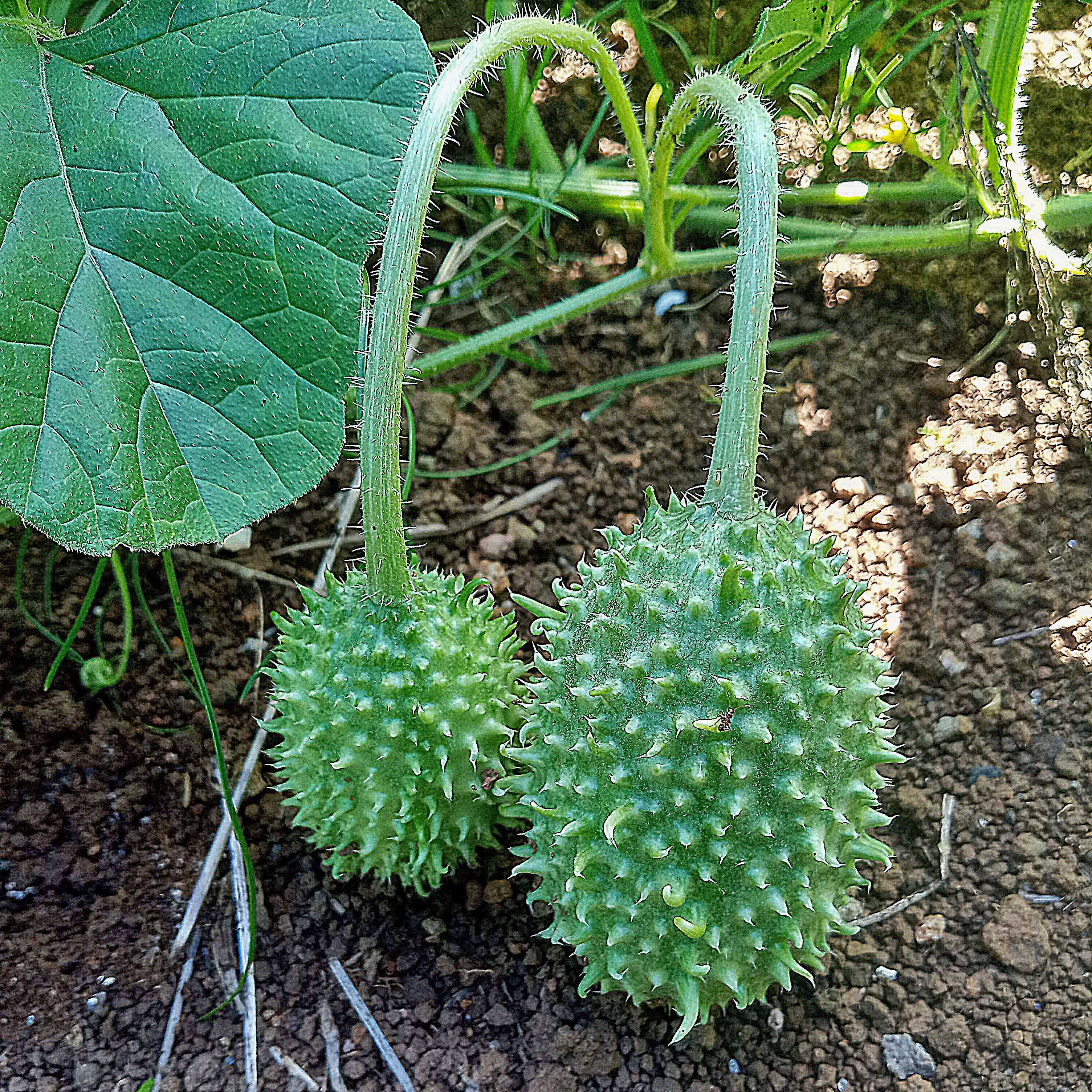
Плоды
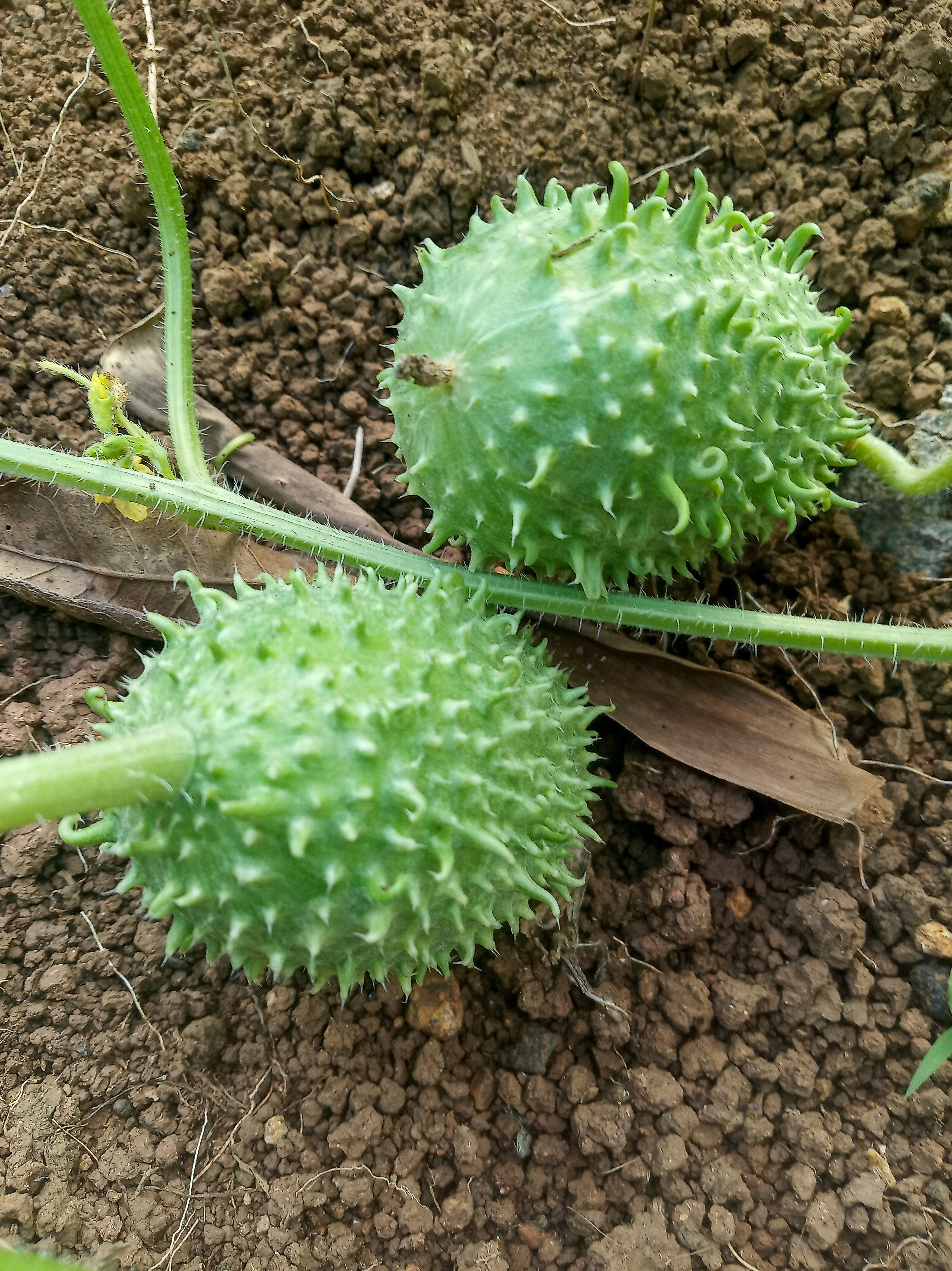
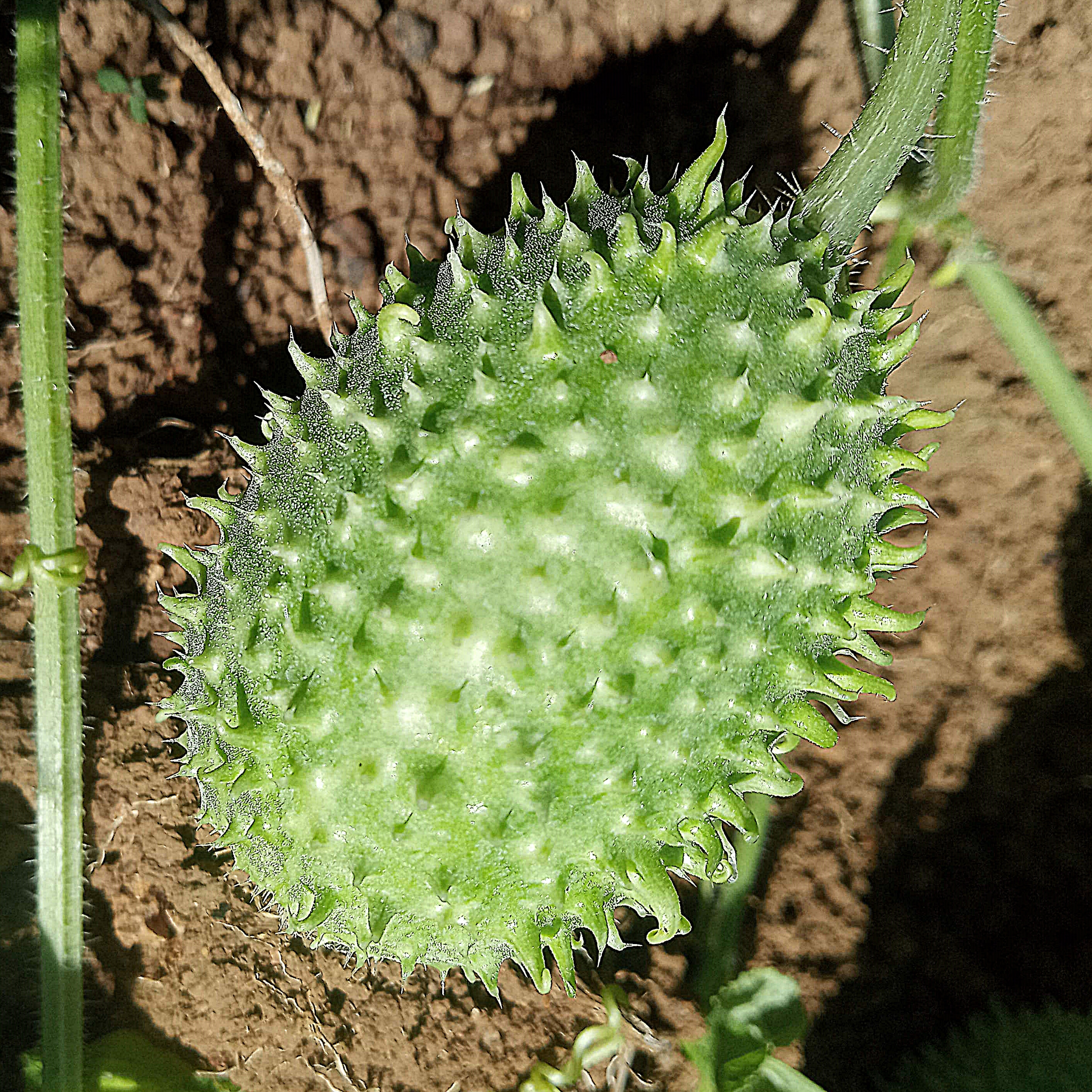
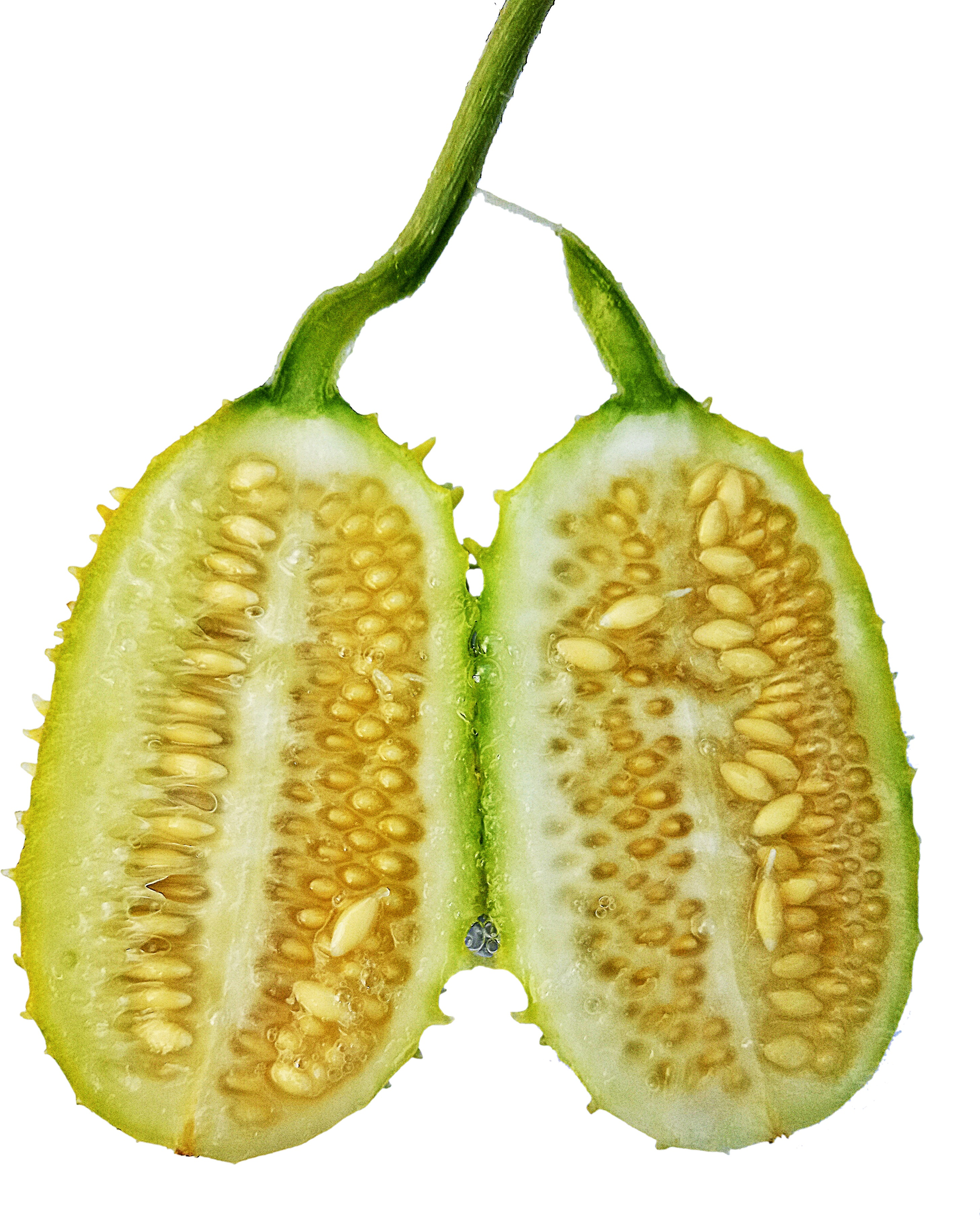
Внутренности плода